# 1841 dans les chemins de fer
chronologie des chemins de fer
1840 dans les chemins de fer - 1841 - 1842 dans les chemins de fer

## Évènements

### Mai
- 1er mai, France : la Compagnie du chemin de fer de Strasbourg à Bâle ouvre la première gare de Strasbourg située à Koenigshoffen, à l'extérieur des fortifications de la ville.

### Juin
- 13 juin, France : loi d'établissement du chemin de fer de Bordeaux à la Teste.

### Septembre
- 28 septembre, Belgique : ouverture du raccordement de Bruxelles à L'excentrique, partie du chemin de fer de Bruxelles à Anvers et raccordements (administration des chemins de fer de l'état).

## Naissances
- x

## Décès
- x